# Anfiteatro romano di Albenga
L'Anfiteatro romano di Albenga è un complesso archeologico situato ad Albenga, in provincia di Savona, e si tratta dell'unico anfiteatro noto della Riviera di Ponente. Fu edificato, com'era consono nell'urbanistica romana, nella zona periferica della città
L'anfiteatro ingauno sorge sull'ultima propaggine collinare del Monte di San Martino (o Monte Bignone) ed era collegato alla necropoli meridionale della città dalla Via Julia Augusta, a un'altezza di circa 50 m s.l.m.. La posizione garantiva una vista che permetteva di osservare tutto il litorale, oltre al godere della brezza che rinfrescava le serate estive rendendo la zona salubre. Sotto un leggero strato di humus si trova la roccia viva. La zona, circondata da terrazzamenti, offre 3000 m² dove poter ospitare l'ellisse dell'anfiteatro, che gli abitanti dell'antica Albingaunum preferirono edificare qui invece che a ridosso della collina come in altri casi.
La parte pianeggiante della collina era tuttavia troppo esigua per poter ospitare un edificio pubblico di tali dimensioni, venne quindi realizzato un muro di sostegno esterno con contrafforti, e spianata la parte rocciosa per poter creare una zona adatta alla realizzazione dell'anfiteatro. Tale muro è ancora oggi visibile e la sua forma curva fu il primo segnale che suggerì all'architetto e archeologo Alfredo d'Andrade del ritrovamento di un probabile anfiteatro d'epoca romana.

## Storia

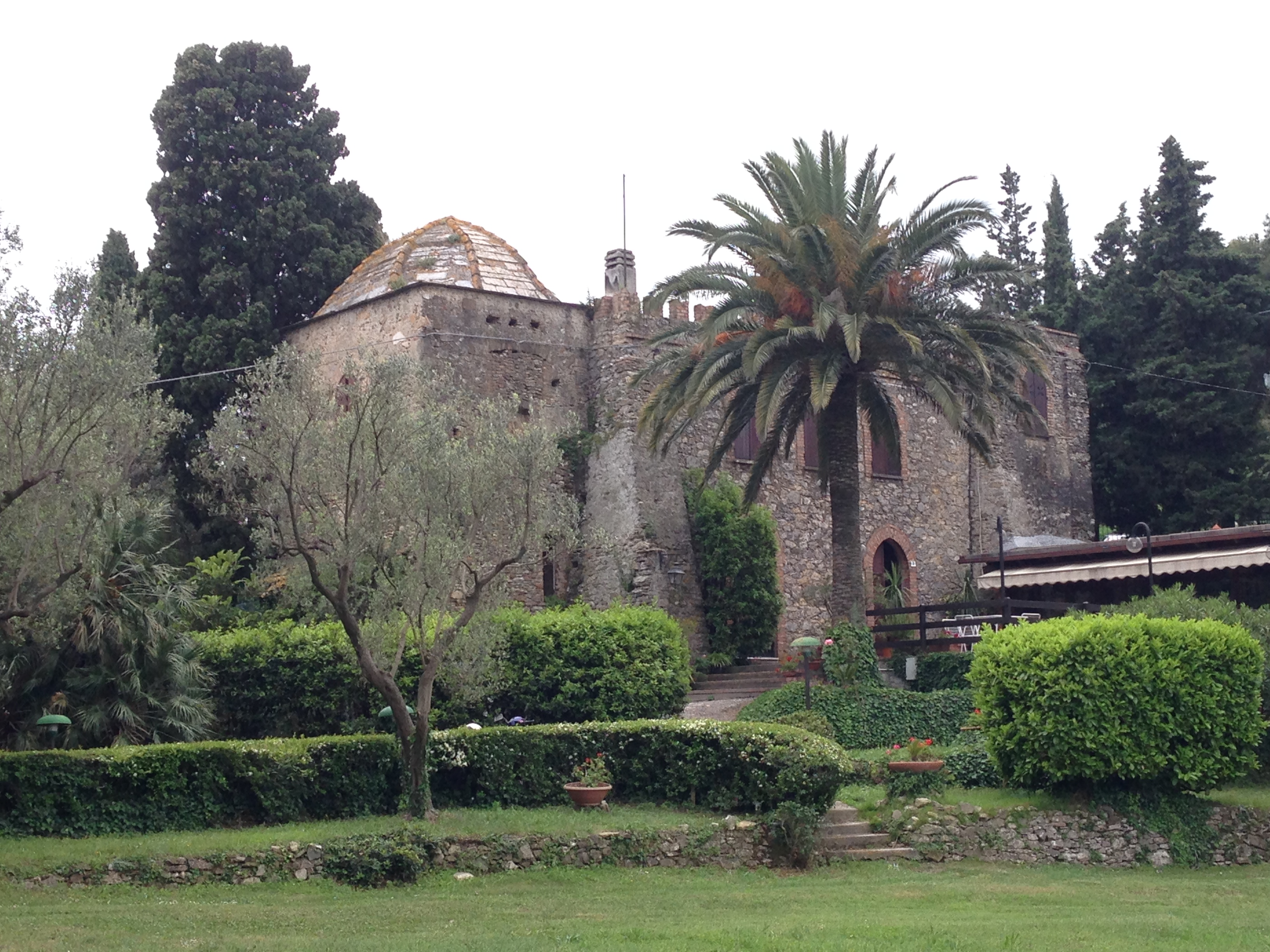
La chiesa di San Martino eretta dai frati usando il materiale dell'anfiteatro

Fu eretto nel II secolo, probabilmente su un vecchio insediamento. Una volta in disuso, divenne un cimitero, con tombe in anfora, cappuccina e a fossa, collegato con la vicina abbazia di San Martino. Dopo l'abbandono da parte dei frati, la zona passò in mani private, che trasformarono chiesa e abbazia in abitazioni. 
Si deve ad Alfredo d'Andrade la prima intuizione della presenza dell'anfiteatro romano; nei primi anni del Novecento, identificò alcune murature visibili nei pressi dell'abbazia e notò che il muro del terrazzamento seguiva una curvatura ellittica oltre che le pietre e la loro disposizione erano tipiche dell'epoca romana. Nel 1911 si deve al suo fedele assistente, il Cav. Angelo De Marchi, il rilievo fedele di quanto allora era in superficie. Questi aveva notato una parte di muro ad andamento curvilineo, estremamente spesso sul lato est a una ventina di metri da Villa Navone, già abbazia dei monaci di San Martino della Gallinara in terraferma. Proprio lo scetticismo sul fatto che un anfiteatro si potesse trovare in una posizione così inconsueta, portò nel 1934 il proprietario dell'area - l'avvocato Ambrogio Navone - a concedere la possibilità di intraprendere i primi scavi promossi dalla Società Storico-Archeologica Ingauna, d'intesa con la Regia Sovraintendenza assieme al Comune di Albenga, sotto la coordinazione di Nino Lamboglia e con l'aiuto dell'ingegner Francesco Cardani e di Mario Menegazzo. Portarono alla luce una parte del muro nord, oltre che un muro interno, grazie ai quali si poterono fare le prime ipotesi di dimensionamento dell'anfiteatro, come le dimensioni dell'arena e il muro di sostegno intermedio fra la cavea e il moenianum superiore. Gli scavi furono interrotti nel corso del 1934 perché sul resto del terreno era presente una carciofaia di cui il proprietario non voleva liberarsi. Lamboglia poté rilevare circa 60 metri di perimetro nel lato settentrionale e un brevissimo tratto del muro interno dell'arena. Questo permise di proporzionare l'edificio: un'ellisse il cui diametro maggiore misurava 72,80 m e quello minore 52,20 m, rispettivamente 245 e 175 piedi romani.
Durante il secondo periodo bellico l'altura del monte venne militarizzata dalle truppe tedesche che qui edificarono un piccolo bunker al centro dell'arena. La zona degli scavi venne poi coperta e invasa di sterpaglie e rovi. Nel 1953 venne sottoposta a vincolo dalla Soprintendenza per le antichità. Nel 1973, dopo la morte dell'avvocato Navone e la prematura scomparse del di lui erede, Gerolamo Navone, che erano proprietari dell'intera zona e che l'avevano mantenuta gelosamente integra, il successivo proprietario delle aree volle procedere con la realizzazione di un campeggio dando inizio ai lavori; in questa fase probabilmente danneggiò una parte del muro dell'anfiteatro. Grazie alla soprintendenza, guidata dal Lamboglia, vennero bloccati i lavori, fu occupata l'area, e trovati i fondi per poter effettuare una nuova campagna di scavi, meno pionieristica di quella del 1934. Nei mesi di novembre e dicembre del 1973 iniziarono i lavori. Tutta l'estremità ovest dell'ellisse vicino alla chiesa di San Martino è scomparsa, e dallo scavo si evinse uno strato di pura roccia. Per cui Lamboglia poté affermare che dell'anfiteatro si conservano essenzialmente la metà nord e gli avanzi dell'arena sotto la spianata. Ma i fondi presto finirono e non fu più permesso di andare oltre con gli scavi. Durante questa campagna vennero alla luce alcune tombe.
La prematura scomparsa di Lamboglia fermò per qualche tempo gli scavi.
Mentre del lato nord si può descriverne senza dubbi la geometria, il lato sud è problematico. Gli scavi fatti degli anni '80 non hanno fatto emergere ciò che si ci aspettava di trovare. Tuttavia, Lamboglia, nella campagna del 1934, aveva rilevato un muro che era convinto risalisse all'età romana e che delineava il lato sud dell'anfiteatro. Questo fece presumere che la cavea era in muratura, ma andata distrutta.
Durante la seconda guerra mondiale il muro venne abbattuto, e gli scavi degli anni '80 hanno non hanno permesso di accertare un collegamento tra la roccia sottostante, non tagliata o sagomata per ospitare la parte superiore in muratura. Recentemente dagli archivi è emerso il rilievo e una fotografia del muro descritto dal Lamboglia, che ha tolto ogni dubbio: i blocchi di arenaria erano identici ai muri dell'anfiteatro, e aveva una certa curvatura che sarebbe conforme con quella che si ci aspettava. 
Il lato nord ha permesso di mettere in luce un accesso alla cavea, tramite scale interne sostenute da mura accoppiate. L'ingresso est che immetteva nell'arena direttamente con una rampa in lieve pendenza dalla larga soglia in pietra e dalle pareti leggermente convergenti, con a destra un corridoio secondario e a sinistra un ambiente di servizio.
Dagli scavi effettuati, prima nel 1934, poi 1973-75 e ancora nel 1984-85 e 1987, sono stati riportati alla luce delle stratigrafie e frammenti risalenti al IV-III sec. a.C., e dei frammenti risalenti al I-III millennio a.C. presumibilmente dell'insediamento preromano forse poi distrutto per costruire il nuovo anfiteatro. Questa teoria è rafforzata dal fatto che la zona è facilmente difendibile militarmente, oltre a essere su un incrocio tra vie commerciali: uno posizione strategica dove avrebbe senso creare un insediamento.

## Descrizione

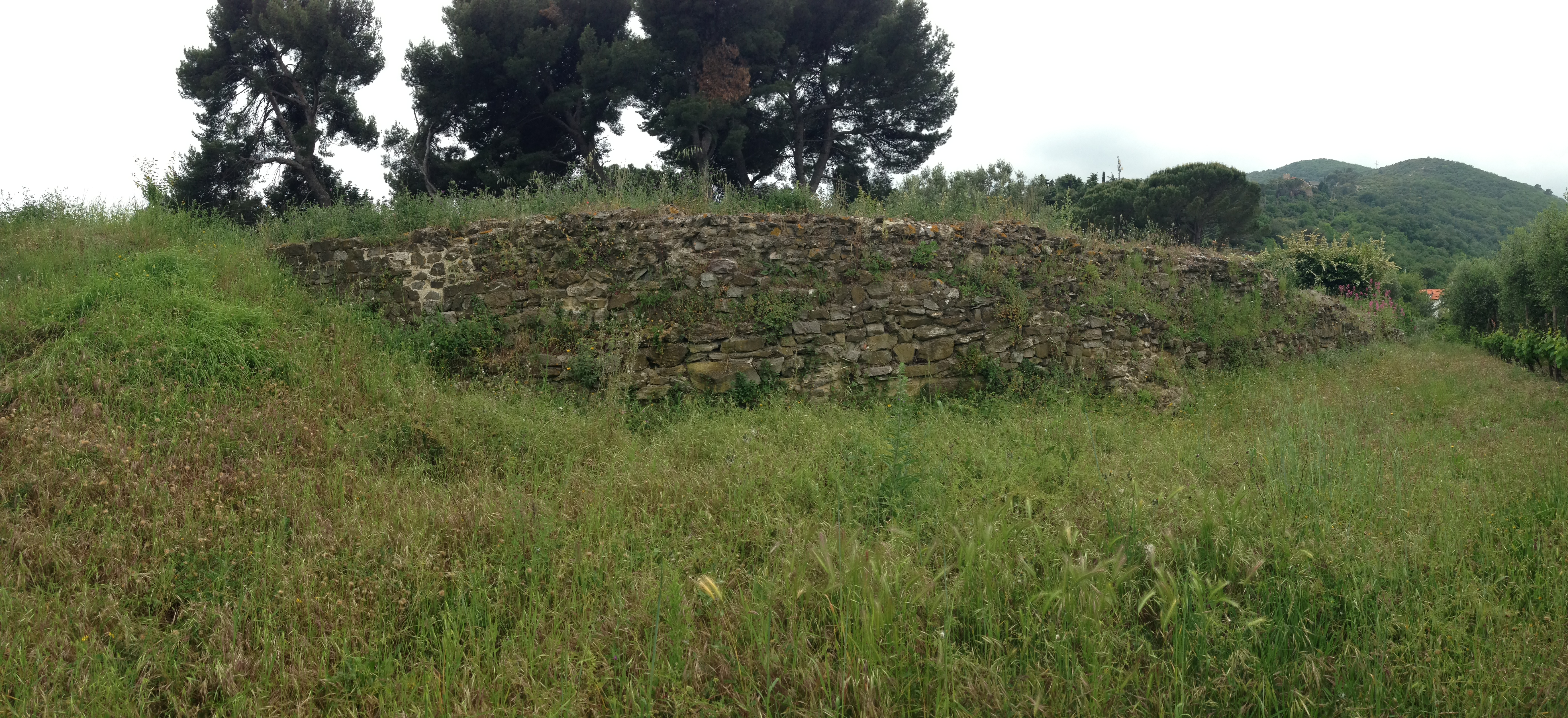
Il muro curvo dell'anfiteatro che fu da spunto ad Alfredo d'Andrade di far la scoperta archeologica

Esternamente l'anfiteatro doveva aveva l'aspetto di un recinto massivo compatto, intervallato da speroni sporgenti e aperto solo in corrispondenza degli ingressi. I blocchi in pietra sono disposti su corsi orizzontali, tecnica conosciuta come petit appareil o opus vittatum, ampliamento diffuso in Gallia e in Liguria in tutto il periodo imperiale romano. Oltre che di modeste dimensioni, si direbbe costruito in maniera pressappochista e sommaria, paragonabile con quello vicino di Cemenelum (Cimez, Nizza), con il quale presenta analogie dimensionali e di disposizione in pianta.
Si può confrontare l'anfiteatro di Albenga con quelli meglio conservati di Teramo del II secolo e di Susa del I secolo. Si tratta di anfiteatri modesti dotati di un solo meniano e di due soli accessi sull'asse maggiore. La sua realizzazione viene attribuita al II secolo d.C., questo perché la tecnica utilizzata per la sua realizzazione è più facilmente databile in altri edifici di cui è certa l'epoca.
È probabile che sia la vicina abbazia e sia la chiesa, ma anche una "bastita" di cui si conosce l'esistenza ma non se ne ha più traccia, abbiano usato l'anfiteatro come cava di materiale. Inoltre alcuni resti possono essere stati rovinati duranti la preparazione dei terreni che erano usati per scopi agricoli.

## Curvatura

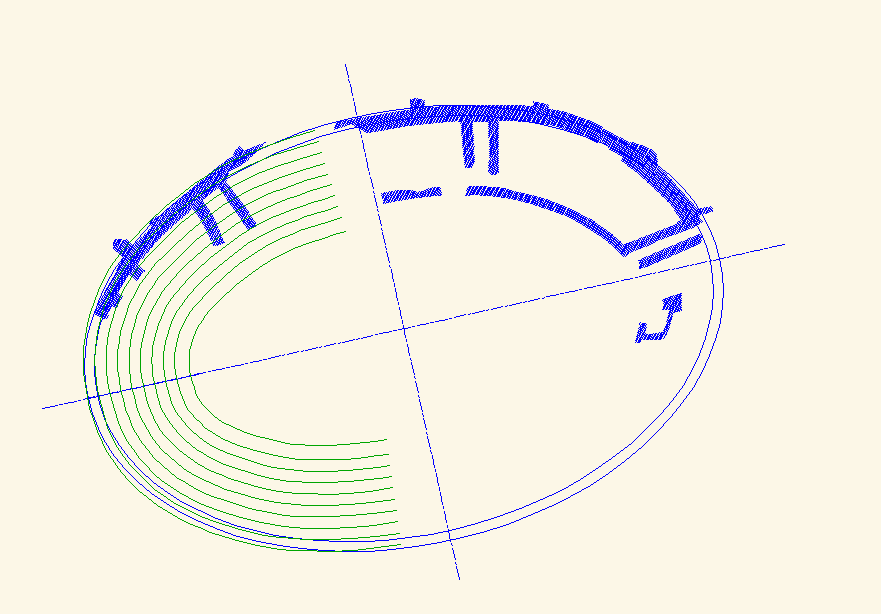
Il rilievo dei resti e lo studio della curvatura con la simulazione dei posti a sedere

Lo studio dell'esatta forma geometrica della struttura è assai complesso: partendo dal concetto di anfiteatro come il raddoppio del teatro antico, come il prosieguo di un semicerchio, quindi un'ellisse e infine un ovale, prima a 4 e dopo a 8 centri.
Considerando gli studi già fatti, basati sia sulla bibliografia storica, su un probabile tracciato, il risultato è che la curva degli anfiteatri sia una interpolazione tra un'ellisse, un ovale a 4 centri e a 8 centri, la cui costruzione nasce da un triangolo rettangolo centrale, le cui proporzioni tra i lati sono 3-4-5 e in base alle sue proporzioni si evolve fino a tracciare la curva. Tuttavia, dai numerosi studi fatti, una regola precisa, univoca e universale non è stata del tutto delineata. Sia considerando ovali o ellissi la curva geometrica interpola delle curve che presentano degli scarti distribuiti, questo è dovuto alle imprecisioni della costruzione oltre che all'azione anisotropa degli agenti atmosferici o a problemi correlati al suolo. La differenza tra quale forma scegliere non è solo collegata a essere il più o meno legati alla realtà ma comporta ampie problematiche dovute alla costruzione di un ovale a 8 centri, del suo perimetro e della costruzione delle curvature degli elementi interni. La maggiore differenza tra le due forme la si riscontra nel tracciamento delle curve concentriche interne, che abbiano in comune la stessa distanza da quella esterna: la variazione tra le due è molto elevata. Per procedere alla delineazione di una forma il più verosimile con quella dell'esistito, dobbiamo tenere anche conto del contesto territoriale in cui operiamo, difatti, l'area pianeggiante circostante è stata ampliata nel lato nord con un muro di contenimento descritto sopra. La forma che più si ci avvicina è un'ellisse e una forma di un ovale a 4 centri.

## Ubicazione
L’anfiteatro si trova sul Monte Bignone, in un’area privata alla quale si accede solo su appuntamento. È situato all’inizio della Via Julia Augusta nel tratto che va verso Alassio, vicino al pilone funerario, alla chiesa di San Bernardino, a San Calocero al Monte e agli altri siti di sepoltura.

## Usi attuali
La municipalità di Albenga, in accordo con la Soprintendenza realizza sporadicamente degli eventi di carattere culturale, come rappresentazioni teatrali, lettura di poesia, e altro. Il FAI - Fondo per l'Ambiente italiano organizza visite guidate all’area.